# Tales from the Borderlands
Tales from the Borderlands es una aventura gráfica episódica creada en 2014, basada en el universo del videojuego Borderlands, creado por Telltale Games en colaboración con Gearbox Software y 2K Games.

## Jugabilidad
Tales from the Borderlands es una aventura gráfica episódica.
El jugador tiene distintas opciones de diálogo y acciones que puede realizar con NPCs, que llevan hasta situaciones diferentes y tienen un impacto en la historia, además puede mover a su personaje alrededor del escenario.
Cuenta con partes de videojuego del género de Videojuego de disparos en primera persona, sumando elementos de armas creadas aleatoriamente, lo cual es característico de la saga borderlands.
Al jugar a Tales from the Borderlands desbloquea un personaje exclusivo para Borderlands: The Pre-Sequel

## Contexto
Tales from the Borderlands se sitúa un tiempo después de Borderlands 2 en la cual un trabajador de la empresa "Hyperion" abandona Hyperion en busca de una llave de la cámara que lo conduce hacia una verdadera cámara, aventuras, buenos amigos, peligro y mucho más.